# Invazia rusă a Prusiei Orientale
Invazia rusă a Prusiei Orientale a avut loc la începutul Primului Război Mondial, între august și septembrie 1914. A fost acțiunea ce a decurs natural din declarația de război făcută de Rusia Germaniei, dar și o încercare de a concentra atenția militară a germanilor pe Frontul de Est, în condițiile în care pe Frontul de Vest, Franța era presată din ce în ce mai mult de o invazie germană. Deși superioară numeric de mai mult de trei ori (250.000 de germani contra 800.000 de ruși) invazia s-a încheiat cu o înfrângere grea pentru armata rusă, ale cărei pierderi au fost de 9 ori mai mari ca ale germanilor.

## Planuri
Germanii plănuiau la început să aibă în această zonă doar Armata a VIII-a⁠(en)[traduceți], întrucât se așteptau la o mobilizare lentă a rușilor, ceea ce ar fi permis Germaniei să învingă Franța în câteva săptămâni, permițând trupelor germane victorioase și deja întărite în luptă, să se transfere prin superioara rețea germană de transport pe Frontul de Est, unde să lupte cu rușii. Această concepție a stat la baza planului Schlieffen.

## Bătăliile

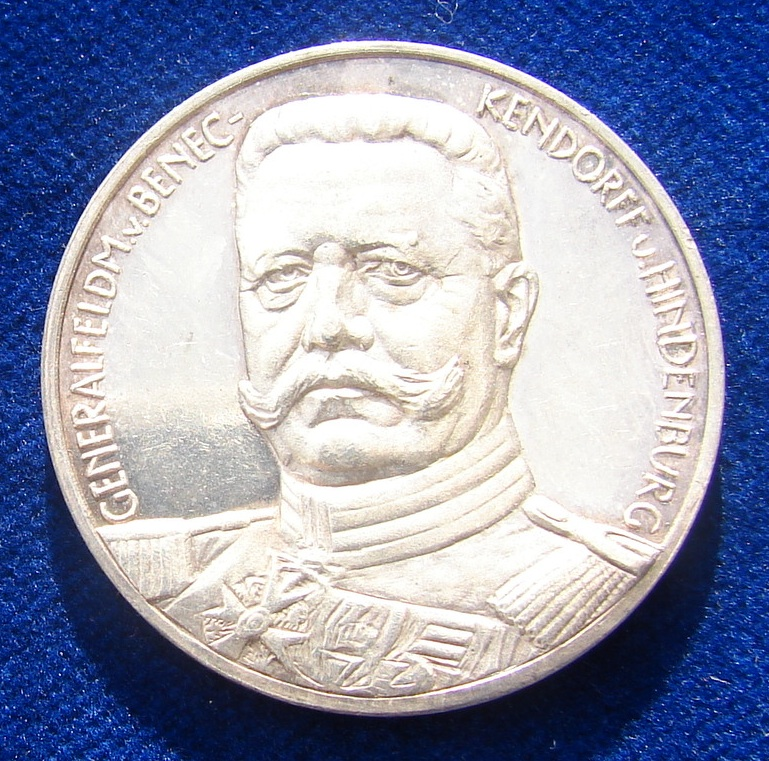
Medalion german de argint pe tema eliberării Prusiei Orientale în 1914 de către Paul von Beneckendorff und von Hindenburg. Avers

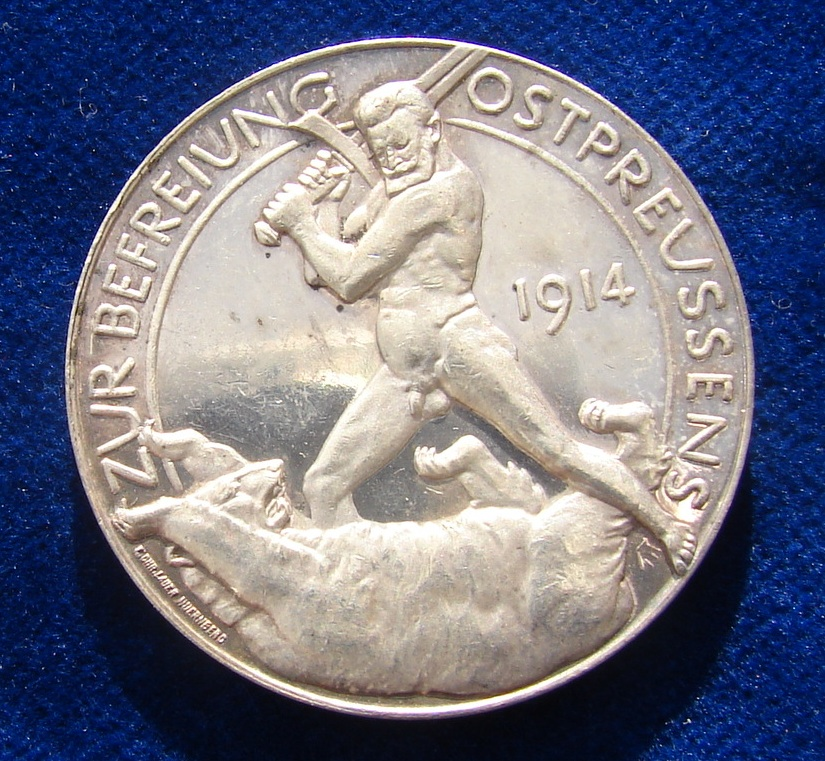
Medalia germană de argint Prusia Orientală 1914. Generalul Hindenburg, dezbrăcat, luptă cu sabia contra ursului rusesc. Revers

Destul de rapid însă, Rusia a reușit să se mobilizeze pentru o invazie în Prusia Orientală. Orice invazie a Prusiei ar fi fost o importantă lovitură dată moralului germanilor, dar și un progres în situația strategică de ansamblu, dat fiind că Prusia (inclusiv zona sa de est) fuseseră inima istorică a Imperiului German. Desfășurarea de trupe a germanilor la izbucnirea războiului lăsase doar cele 10 divizii ale Armatei a VIII-a, condusă de generalul Maximilian von Prittwitz⁠(en)[traduceți] în Prusia Orientală, în timp ce rușii au reușit să mobilizeze Armata I⁠(en)[traduceți], condusă de generalul Paul von Rennenkampf și Armata a II-a, condusă de generalul Alexander Samsonov. Ele au pătruns în Prusia Orientală în zilele de 7–9 august.
Bătălia de la Stallupönen, dată între armatele rusă și germană la 17 august 1914, a fost prima bătălie a Primului Război Mondial de pe Frontul de Est. Ea s-a soldat cu un succes german minor, dar nu a avut prea mult efect asupra efortului rușilor.
Bătălia de la Gumbinnen, declanșată de germani la 20 august 1914 a fost prima ofensivă majoră a Frontului de Est. Din cauza atacului german efectuat în grabă, armata rusă a ieșit victorioasă. Germanii au fost obligați să se retragă, probabil cu intenția de a încerca oprirea înaintării rusești în Mazuria, sau chiar de a se retrage până pe Vistula, ceea ce ar fi însemnat abandonarea ieșindului Prusiei Orientale. Aceasta s-ar fi potrivit cu planurile dinaintea izbucnirii războiului, ca pe pozițiile acestea să se retragă germanii dacă rușii sunt mai puternici. Indiferent de pregătiri, germanii nu puteau însă lăsa capitala prusacă, Königsberg, să cadă în mâinile rușilor. Valoarea morală, simbolică și militară (întrucât era un nod militar major) a orașului însemna că pierderea lui ar duce la un dezastru pe plan intern, în afara ramificațiilor strategice. De asemenea, era foarte probabil ca rușii să folosească avansul astfel câștigat pentru a copleși apărarea germană statică. Pe scurt, germanii trebuia să replice imediat și să-i îndepărteze pe ruși din Prusia Orientală.
Helmuth von Moltke cel Tânăr, șeful Statului Major german între 1906 și 1914 l-a înlocuit pe Prittwitz cu Paul von Hindenburg (revenit de la pensie) la 22 august. Hindenburg, împreună cu șeful său de stat major, formidabilul Ludendorff, au abordat criza din Prusia Orientală foarte diferit de Prittwitz, care a intrat în panică atunci când rușii au pătruns în Prusia Orientală. Spre deosebire de Prittwitz, Hindenburg și Ludendorff au hotărât să treacă în ofensivă și să încercuiască una dintre armatele inamice. După planurile colonelului Max Hoffmann⁠(en)[traduceți], șeful adjunct de operațiuni al lui Prittwitz, ei au ales să trimită opt divizii împotriva lui Samsonov în bătălia de la Tannenberg, soldată cu peste 90.000 de prizonieri și 70.000 de morți și răniți. Armata a II-a a fost distrusă și Samsonov s-a împușcat.
În bătălia de pe lacurile Mazuriene, germanii au obligat Armata I să se retragă din Prusia Orientală.
Invazia a fost un greu eșec pentru ruși, eșec urmat de considerabila înaintare germană în Polonia în anul următor, inclusiv capturarea Varșoviei. Criza produsă în Înaltul Comandament German de neașteptata înaintare rusească a obligat însă la trimiterea a două corpuri de armată și a unei divizii de cavalerie de pe Frontul de Vest ca parte a noii Armate a IX-a pentru a susține atacul asupra rușilor. Aceste forțe suplimentare nu au ajuns la timp pentru cele două bătălii, așa cum prezisese Ludendorff și, dacă ar fi intrat în Franța după cum se intenționa la început, ar fi ameliorat mult situația precară din vest. După cum spunea șeful serviciului francez de informații, colonelul Dupont, „dezastrul lor a fost unul dintre elementele victoriei noastre.”

## Comparația forțelor
Rușii aveau la început două armate (I și a II-a, cu 19 divizii de infanterie și 8 de cavalerie - 400.000 de soldați plus 30.000 de sabreri, în total 430.000 de oameni) contra  Armatei a VIII-a germană (9 divizii de infanterie și 1 de cavalerie - 145.000 de soldați plus 4.000 de sabreri; având în total mai puțin de 150.000 de oameni). Diviziile rusești aveau 21.000 de oameni fiecare, în vreme ce cele germane — 16.000.
Din cauza sistemului feroviar inferior și a necesității schimbării vagoanelor pe liniile de ecartament diferit din Germania, mobilizarea rusă a fost totuși lentă, dar a adunat treptat un considerabil surplus de forță umană. Până la începutul lui septembrie, rușii strânseseră o rezervă considerabilă din influxul de noi divizii și corpuri adus pe calea ferată.
În același timp, armata germană primise de pe Frontul de Vest doar două corpuri slăbite de armată (4 divizii de infanterie) și o divizie de cavalerie. Astfel, chiar și cu întăriri și cu tot cu unitățile de suport, germanii nu aveau mai mult de 250.000 de soldați.
În ciuda distrugerii totale a Armatei a II-a, înainte de prima bătălie de pe Lacurile Mazuriene din septembrie, contra Armatei a VIII-a germane, rușii aveau un minimum de 428 de batalioane de infanterie, adică echivalentul a 27 de divizii de infanterie — peste 560.000 de soldați, plus peste 250 de escadrile de cavalerie; un număr mare de unități de suport — în general mult peste 600.000 de oameni; și aceasta în ciuda pierderii a 200.000 de soldați în bătăliile de la Stallupönen, Gumbinnen și Tannenberg. Astfel, numărul minim de soldați ruși ce se opuneau Armatei a VIII-a germane a fost de cel puțin 800.000.